# Stazione di Southampton Centrale
La stazione di Southampton Centrale (in inglese Southampton Central railway station) è la principale stazione ferroviaria di Southampton, nell'Hampshire. La stazione sorge lungo le ferrovie Londra-Weymouth, Brighton-Southampton e Bristol-Southampton.

Circa 6.5 milioni di persone usano la stazione di Southampton Centrale ogni anno.